# Adrenocromo

Estrutura do adrenocromo

O adrenocromo (fórmula: C9H9NO3) é um composto químico produzido pela oxidação da adrenalina (epinefrina). O carbazocromo derivado é um medicamento hemostático. Apesar da semelhança nos nomes químicos, não está relacionado ao crômio ou à cromagem. Quimicamente, o adrenocromo e a adrenolutina são substâncias muito reativas.

## Quimica
In vivo, o adrenocromo é sintetizado pela oxidação da adrenalina. In vitro, o óxido de prata (Ag2O) é usado como agente oxidante. Em solução, o adrenocromo é rosa e a oxidação posterior do composto faz com que ele se polimerize em compostos de melanina marrom ou preta.

## Efeito no cérebro
Vários estudos em pequena escala (envolvendo 15 testes ou menos) conduzidos nas décadas de 1950 e 1960 relataram que o adrenocromo desencadeou reações psicóticas, como distúrbios do pensamento e delírios. Os pesquisadores Abram Hoffer e Humphry Osmond afirmaram que o adrenocromo é uma substância neurotóxica psicotomimética e pode desempenhar um papel na esquizofrenia e outras doenças mentais. No que eles chamaram de "hipótese do adrenocromo", eles especularam que megadoses de vitamina C e niacina poderiam curar a esquizofrenia reduzindo o adrenocromo cerebral. O tratamento da esquizofrenia com tais antioxidantes potentes é altamente contestado. Em 1973, a American Psychiatric Association relatou falhas metodológicas no trabalho de Hoffer sobre a niacina como um tratamento para esquizofrenia e referiu-se a estudos de acompanhamento que não confirmaram nenhum benefício do tratamento. Vários estudos adicionais nos Estados Unidos, Canadá e Austrália da mesma forma falharam em encontrar benefícios da terapia com megavitaminas para tratar a esquizofrenia. A teoria do adrenocromo da esquizofrenia diminuiu, apesar de algumas evidências de que pode ser psicotomimético, já que o adrenocromo não foi detectado em pessoas com esquizofrenia. No início dos anos 2000, o interesse foi renovado com a descoberta de que o adrenocromo pode ser produzido normalmente como um intermediário na formação da neuromelanina. Esse achado pode ser significativo porque o adrenocromo é desintoxicado pelo menos parcialmente pela glutationa-S-transferase. Alguns estudos encontraram defeitos genéticos no gene dessa enzima.

## Status legal

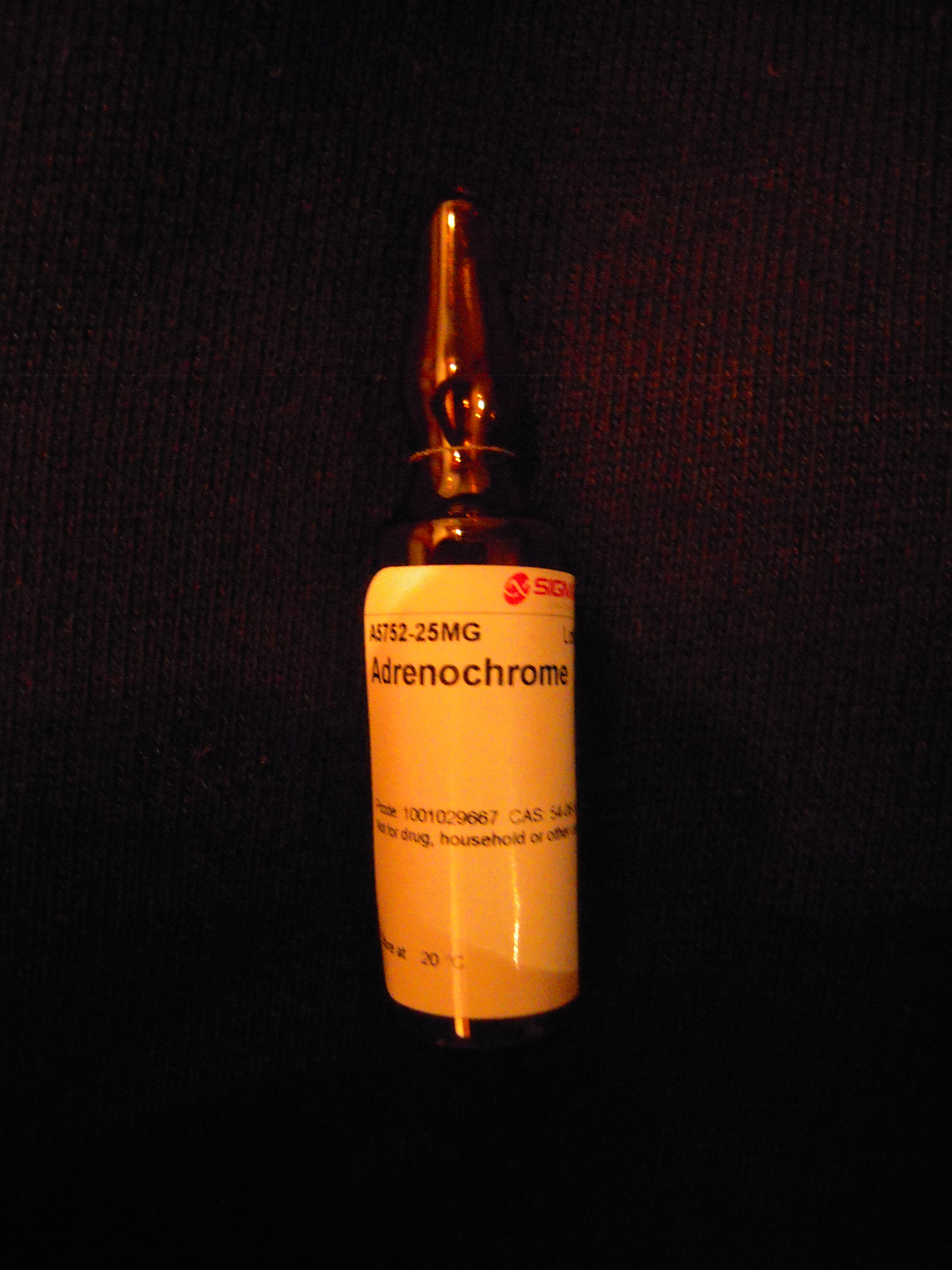
Uma ampola de adrenocromo.

O adrenocromo não é regulamentado pela Lei de Substâncias Controladas dos Estados Unidos. Não é um medicamento aprovado pela Food and Drug Administration e, se produzido como um suplemento dietético, deve estar em conformidade com as boas práticas de fabricação.

## Na cultura popular
Em seu livro de 1954, As Portas Da Percepção, Aldous Huxley mencionou a descoberta e os alegados efeitos do adrenocromo, que ele comparou aos sintomas de intoxicação por mescalina, embora nunca o tenha consumido.
Anthony Burgess menciona o adrenocromo no início de seu romance de 1962, Laranja Mecânica. O protagonista e seus amigos estão bebendo leite misturado com drogas: "Eles não tinham licença para vender bebidas alcoólicas, mas ainda não havia lei contra cutucar alguns dos novos veschches que costumavam colocar no velho moloko, para que você pudesse peçá-lo com vellocet ou synthemesc ou drencrom ou um ou dois outros veshches [...] "
Hunter S. Thompson mencionou o adrenocromo em seu livro de 1971, Medo e Delírio. Esta é provavelmente a origem dos mitos atuais que cercam este composto, porque um personagem afirma que "Há apenas uma fonte para isso ... as glândulas de adrenalina de um corpo humano vivo. Não adianta se você tirá-la de um cadáver." A cena de adrenocromo também aparece na adaptação do romance para o cinema. No comentário do DVD, o diretor Terry Gilliam admite que a interpretação dele e de Thompson é um exagero ficcional. Gilliam insiste que a droga é totalmente fictícia e parece desconhecer a existência de uma substância com o mesmo nome. Hunter S. Thompson também menciona o adrenocromo em seu livro Fear and Loathing on the Campaign Trail '72. Nas notas de rodapé do capítulo abril, página 140, ele diz: "Era algum tempo depois da meia-noite em um quarto de hotel surrado e minha memória da conversa é nebulosa, devido à ingestão maciça de bebida, gordura e quarenta cc de adrenocromo."
A extração de uma glândula adrenal de uma vítima viva para obter adrenocromo para o uso de drogas é uma trama do primeiro episódio da série de televisão Lewis (2008).
Adrenocromo é um componente de várias teorias de conspiração falsas, como QAnon e o Pizzagate, afirmando que o componente químico seria usado como aquelas do libelo de sangue e o abuso em rituais satânicos. As teorias comumente afirmam que uma conspiração de satanistas estupra e assassina crianças e "colhe" adrenocromo do sangue de suas vítimas para usar como droga ou como um elixir da juventude. Na realidade, o adrenocromo é sintetizado por empresas de biotecnologia apenas para fins de estudo e não tem utilização médica.